# Hans-Jürgen Reulen
Hans-Jürgen Reulen (* 20. September 1936 in Laichingen) ist ein deutscher Neurochirurg.
Reulen studierte in München Medizin und war als Neurochirurg ein Schüler von Kurt Schürmann. Er war Professor an der Ludwig-Maximilians-Universität München und ab 1991 Leiter der Neurochirurgie. 2001 wurde er emeritiert.
Er forschte auch mit Walter Brendel und bei Igor Klatzo (1916–2007) an den National Institutes of Health.
Reulen befasste sich insbesondere mit Hirnödemen, Chirurgie von Astrozytomen niedrigen Grades, Chirurgie in der Motorcortex und Sprachbereichen des Gehirns und Mikroanatomie.
2012 erhielt er die Wilhelm-Tönnis-Medaille.  Er war im Herausgebergremium von Acta Neurochirurgica.

## Schriften
- mit Hans-Jakob Steiger: Manual Neurochirurgie, ecomed Medizin 2006